# شهرستان اوریتسکی
شهرستان اوریتسکی (به لاتین: Uritsky District) یک شهرستان در روسیه است که در استان اریول واقع شده‌است.